# Gabriel Lespinasse de Saune
Pour les articles homonymes, voir Lespinasse.
Gabriel Lespinasse de Saune, de son nom complet : Marie Adolphe Jean Gabriel Lespinasse de Saune, est un marin militaire français né le 11 juillet 1848 - Toulouse - Haute-Garonne Midi-Pyrénées, décédé le 6 janvier 1939 à Sayrac.

## Biographie

### Famille et formation
Marie Adolphe Jean Gabriel Lespinasse de Saune est né le 11 juillet 1848 rue de la Dalbade à Toulouse, ses parents sont Noël Marie Barthélémy Adrien Lespinasse de Saune et Marie Félicité Louise Catherine, née d’Aubuisson de Voisins. Il est le troisième enfant, tous des garçons de la famille, deux autres garçon complèteront cette fratrie de six garçons.
À la fin de sa scolarité, il est à Paris en Mathématiques élémentaires au lycée Impérial Napoléon (devenus depuis le Lycée Henri-IV). Il y prépare le concours de l'École Navale Impériale qu'il réussit. Le 1er octobre 1865 il est intégré comme élève.

### Marin militaire
Gabriel Lespinasse de Saune est aspirant de 1re classe lorsqu'il effectue son premier embarquement notable sur l'Astrée, une frégate, sous les ordres du capitaine de vaisseau Alexandre Peyron. À partir de 1870, passé enseigne de vaisseau, on note plusieurs embarquement, notamment sur la frégate la Flore sous le commandement du capitaine de vaisseau Louis Émile Juin, puis sur les bâtiments Lamothe-Piquet, Virginie, Dordogne, Corrèze et Creuse, avant d'embarquer sur le navire école le Souverain. Sur ce dernier il réussit : en 1875, le brevet de tir, et en 1879, le brevet de canonnage.
C'est avec le grade de Lieutenant de vaisseau qu'il embarque, en 1881, sur le croiseur à batterie Thémis que commande Louis Victor Alquier, également commandant en chef de la Division navale des mers de Chine et du Japon.
En janvier 1885, Gabriel Lespinasse de Saune rejoint Paris comme attaché à l'état-major au ministère de la Marine.
Au 1er janvier 1886 (nomination du 8 avril 1885), Commandant le transport Isère, Service des transports. Le gouvernement français lui avait confié en 1885 la mission honorifique de porter au peuple américain la statue de la Liberté entre Rouen et New York à bord de l'Isère.
Au 1er janvier 1899, en résidence à Toulon.
Au 1er janvier 1901 (nomination du 15 février 1900), Commandant le croiseur "Descartes", auprès du Vice-Amiral Édouard Pottier, Commandant en chef l'Escadre d'Extrême-Orient.
Il est Major de la Marine du 5e arrondissement maritime à Toulon, depuis le 11 avril 1903 lorsqu'il est nommé, par décision présidentielle du 5 décembre 1904, commandant du croiseur cuirassé Dupetit-Thouars. Cet important bâtiment lancé le 4 juillet 1901 est en période d'essais sous le commandement du capitaine de vaisseau Robert Degouy. Gabriel Lespinasse de Saune en prend le commandement le 10 décembre 1904 pour achever de longs essais qui ont été « compensés par de brillants résultats ». Ensuite, sous son commandement, le bâtiment participe aux manœuvres avec l'escadre en 1905 avant de retourner à Toulon le 26 août, à la disposition du préfet maritime afin d'être préparé pour remplacer le Sully dans l'Escadre d'Extrême-Orient. Il est toujours le commandant du bâtiment quand celui-ci quitte Toulon pour la Chine, le 16 septembre. En 1906, une division, sous les ordres du vice-amiral Alfred Édouard Richard, comprenant les croiseurs cuirassés Montcalm, Gueydon et Dupetit-Thouars, fait route de Chine pour Brest où elle arrive le 27 décembre. Gabriel Lespinasse de Saune débarque pour laisser le commandement au capitaine de vaisseau Paul Albert de Gueydon qui prend son poste le 12 janvier 1907,
.
Versé dans le cadre de réserve le 11 juillet 1908 ; port Rochefort.

### En retraite
Sa carrière militaire terminée, il est élu le 19 mai 1912 maire du village de Caragoudes en Haute-Garonne.
Gabriel Lespinasse de Saune, meurt le 6 janvier 1939 à son domicile au village de Sayrac sur la commune de Villemur-sur-Tarn. Il est enterré au cimetière de Sayrac.

## Carrière militaire
- 1er octobre 1865 : élève de l'École Navale Impériale[1],
- 1er août 1867 : aspirant de 2e classe,
- 2 octobre 1868 : aspirant de 1re classe,
- 15 août 1870 : enseigne de vaisseau,
- 18 mars 1879 : lieutenant de vaisseau,
- 23 juillet 1891 : capitaine de frégate,
- 2 septembre 1898 : capitaine de vaisseau,
- 11 juillet 1908 : cadre de réserve.

## Distinctions et hommages
Ordre national de la Légion d'honneur
- 5 juillet 1882 : Chevalier[7].
- 11 juillet 1895 : Officier[8].

## Webographie
- MMP et JCF, « Gabriel Lespinasse de Saune », sur Les Amis du Villemur Historique (AVH), 2017 (consulté le 22 septembre 2018).
- Audrey Marty, Sébastien Brethenou, "L'incroyable destin du capitaine toulousain de la statue de la Liberté", sur France bleu Occitanie, 2 octobre 2024